# 圣艾尼昂德库特兰
圣艾尼昂德库特兰（法語：Saint-Aignan-de-Couptrain）是法国马耶讷省的一个市镇，位于该省东北部，属于马耶讷区。该市镇总面积17.42平方公里，2009年时的人口为390人。

## 人口
圣艾尼昂德库特兰人口变化图示